# Nigella segetalis
Nigella segetalis là một loài thực vật có hoa trong họ Mao lương. Loài này được M.Bieb. mô tả khoa học đầu tiên năm 1808.